# James R. Buckley

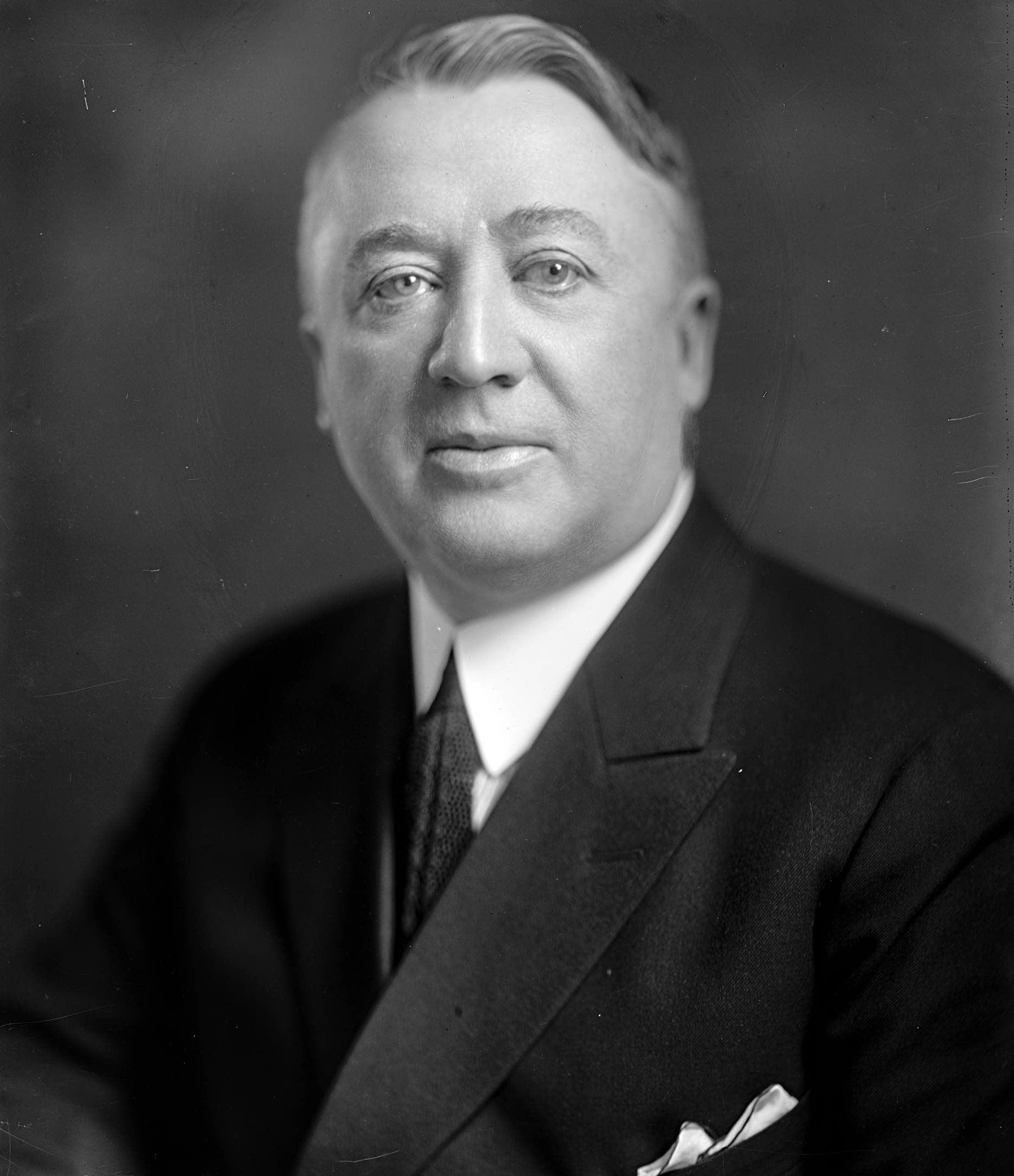
James R. Buckley

James Richard Buckley (* 18. November 1870 in Chicago, Illinois; † 22. Juni 1945 ebenda) war ein US-amerikanischer Politiker. Zwischen 1923 und 1925 vertrat er den Bundesstaat Illinois im US-Repräsentantenhaus.

## Werdegang
James Buckley besuchte die öffentlichen Schulen seiner Heimat und die Christian Brothers’ Commercial Academy. Danach arbeitete er im Handel. Zwischen 1893 und 1897 war er bei der städtischen Behörde für öffentliche Arbeiten angestellt; von 1897 bis 1910 war er stellvertretender Gasinspektor der Stadt Chicago. Gleichzeitig schlug er als Mitglied der Demokratischen Partei eine politische Laufbahn ein. Zwischen 1910 und 1912 gehörte er dem Stadtrat von Chicago an. In den Jahren 1908, 1912 und 1916 war er Delegierter zu den jeweiligen Democratic National Conventions. Von 1912 bis 1918 war er Angestellter am Kriminalgericht und danach von 1918 bis 1923 Manager der Steuerbehörde für Eigentumssteuer in Illinois (State personal property tax collection department).
Bei den Kongresswahlen des Jahres 1922 wurde Buckley im sechsten Wahlbezirk von Illinois in das US-Repräsentantenhaus in Washington, D.C. gewählt, wo er am 4. März 1923 die Nachfolge des Republikaners John J. Gorman antrat, den er bei der Wahl geschlagen hatte. Da er im Jahr 1924 gegen Gorman verlor, konnte er bis zum 3. März 1925 nur eine Legislaturperiode im Kongress absolvieren.
Nach dem Ende seiner Zeit im US-Repräsentantenhaus war James Buckley für einige Zeit Vizepräsident der Firma Universal Granite Quarries. Zum Zeitpunkt seines Todes am 22. Juni 1945 fungierte er als Leiter der Kanalinspektion (Chief drain inspector) in Chicago.